# Comté de Gallatin (Illinois)
Pour les articles homonymes, voir Comté de Gallatin.
Le comté de Gallatin est un comté situé dans l'État de l'Illinois, aux États-Unis. En 2000, sa population est de 6 445 habitants. Son siège est Shawneetown.